# Borden, Kent
Borden är en ort och civil parish i grevskapet Kent i sydöstra England. Orten ligger i distriktet Swale, strax sydväst om Sittingbourne. Tätorten (built-up area) hade 528 invånare vid folkräkningen år 2021.